# Пиво
Пи́во — слабоалкогольный напиток, получаемый спиртовым брожением солодового сусла (чаще всего на основе ячменя) с помощью пивных дрожжей, обычно с добавлением хмеля. Содержание этилового спирта (крепость) в большинстве сортов пива около 3,0—6,0 % об. (крепкое содержит, как правило, от 8,5 % до 14 % об., иногда также выделяют лёгкое пиво, которое содержит 1—2 % об., отдельно выделяют безалкогольное пиво, которое сюда не включают), сухих веществ (в основном углеводов) 7—10 %, углекислого газа 0,48—1,0 %. В пиве содержится более 800 соединений, которые определяют его вкус и аромат.
Пиво распространено во множестве стран мира и пользуется популярностью благодаря своим вкусовым качествам и аромату. Существует около тысячи сортов пива. Вкусовые характеристики разных видов могут кардинально различаться.

## Этимология
В праславянском языке слово «пиво» (от основы пити, то есть «пить») первоначально означало любой напиток вообще (вино, мёд, квас и т. д.).
На Руси под «пивом» стали понимать именно «алкогольный напиток» к XIV веку (ст.‑слав. пиво творено, питиё ставленное). При этом напитки, получавшиеся путём искусственного сбраживания зерна (рожь, ячмень, овёс) после варки сусла и с добавлением трав для вкуса и аромата, назывались квас (пиво в современном представлении) и ол (густое крепкое пиво типа портера).
Происхождение английского названия пива beer (др.-англ. beor), вместе с родственными словами в других германских языках (нем. Bier, нидерл. bier), неясно. По одной версии, это слово было заимствовано через западногерманские монастыри из нар.-лат. biber «питьё, напиток» (от лат. bibere «пить»). Согласно другой версии, слово восходит к прагерманскому *beuwoz-, от корня *beuwo- «ячмень». По мнению П. Перссона, этот корень связывается с праиндоевропейским *bʰeus-, от которого среди прочего произошёл русский глагол «бу́хнуть».

## История пива
Пиво — один из древнейших напитков, известный с эпохи неолита вместе с мёдом, квасом и вином. Существует мнение, что само выращивание зерновых началось именно ради пива, а не хлеба. Так, анализ органических следов в каменных ступках, найденных в израильской пещере Ракефет, показал, что натуфийцы производили пиво в XI тысячелетии до н. э. из пшеницы и ячменя ещё до того, как начали использовать зерновые культуры для выпечки хлеба. Древнее пиво было похоже скорее на кашу, чем на пенный напиток. Эндосперм ячменя, используемый для пивоварения, идентифицирован на фрагментах керамики (черепках) из Западного Кургана Чатал-Хююка, датированных 5900—5800 гг. до н. э. (калиброванная дата).
Свидетельства о варке пива из района древнего Ирана и шумерской культуры Древней Месопотамии датируются периодом около 3500—2900 годов до н. э. Находки свидетельствуют также, что примерно в это время пивоварением занимались и египтяне, а позже вавилоняне. От египтян пивоварение переняли евреи.
Пиво упоминается в древнеегипетских и месопотамских источниках, начиная с примерно 3000 г. до н. э. Строители египетских пирамид получали, помимо пищевого довольствия, пиво.

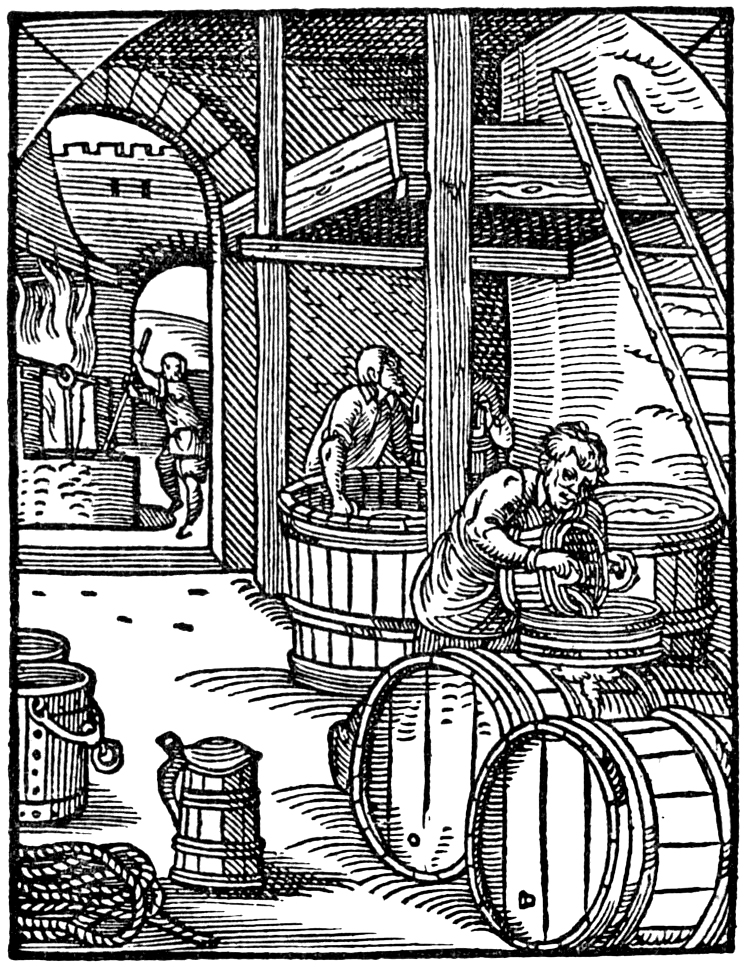
Пивовар. Гравюра Йоста Аманна из книги Ständebuch (1568)

Пиво имело распространение во всём древнем мире, в частности, в древней Греции и древнем Риме (хотя и уступало в популярности вину), древней Армении, его знали кельты и германские народы. Пиво варили из пшеницы, овса, ржи, проса, ячменя и полбы. В древнем Китае пиво варилось из проросшего риса, а также из риса и фруктов.
Пиво, как правило, изготавливали в северных регионах, где климатические условия не позволяли выращивать виноград.
В Раннее Средневековье пиво в Европе производилось преимущественно в монастырях. Европейские монахи профессионально занимались пивоварением, усовершенствовали его технологию; в частности, начав использовать в качестве консерванта хмель.
В средние века пиво считалось напитком как для взрослых, так и для детей — в отличие от тогдашней питьевой воды, пиво, в результате кипячения, было лишено возбудителей болезней. Кроме того, благодаря большому содержанию калорий, пиво было дополнительным продуктом питания; в Германии и сегодня пиво называют «жидким хлебом» (нем. flüssiges Brot). В те времена пиво считалось напитком бедняков, имело более низкий статус по сравнению с вином.
В 1516 году герцог Вильгельм IV баварский издал «Закон о чистоте пива», согласно которому пиво в Баварии должно было вариться лишь из солода, хмеля и воды и не продаваться дороже, чем один-два мюнхенских пфеннига за кварту под угрозой конфискации товара. Этот закон является одним из старейших в сфере регулирования производства продуктов питания.  
Существует мнение, что восточные славяне в VII—IX веках варили пиво из проса и ржи, однако затем в Х-XII веках пиво всё чаще начинают изготавливать из ячменного солода и муки. В Новгородских берестяных грамотах XIV века упоминается ячменное пиво. Впервые упоминание производства пива зафиксировано в новгородской берестяной грамоте № 3: «Поклон от Грикши к Есифу. Прислав Онанья, молви… Яз ему отвечал: на рекл ми Есиф варити перевары ни на кого. Он прислал к Федосьи: вари ты пив, седишь на безатьщине, не варишь жито…»). Во времена Ивана III было введено исключительное право казны на варку пива на продажу, и пиво вместе с хлебным вином стали продавать в царёвых кабаках. В XVII веке крестьянам разрешалось самим варить пиво четыре раза, в основные церковные праздники, позже это стало разрешено в дополнительные праздники.

## Классификация пива
В настоящее время не существует единой системы классификации пива во всём его разнообразии. Мнения американских и европейских авторов несколько расходятся; тем не менее, существуют некоторые признаки, по которым классификация может быть проведена.

### По составу исходного сырья
В европейской традиции основным сырьём для приготовления пива считается ячмень. В некоторых сортах пива ячменный солод частично заменяется на другие зерновые (солод или непророщенные зёрна). Так, пшеничное пиво варят с добавлением пшеничного солода или пшеницы (до 50 %).
Пиво может быть сварено и на основе других злаковых культур:
- Ржаное
- Рисовое (например, целиком из риса готовят японское саке)
- Кукурузное (напр., тесгуино, хаппосю)

Известны также напитки, изготовленные по пивоваренным технологиям, но полностью не на основе злаков (напр., банановое пиво, на основе молока — Билк, травяное пиво (грюйт), картофельное, овощное и фруктовое пиво). Хотя с традиционной европейской точки зрения это нельзя признать классическим пивом.
Иногда в обиходе применяются следующие понятия:
- Гибридные сорта — их приготовление связано с комбинированием ингредиентов и технологий, характерных для разных типов пива.
- Особые сорта — как правило, к этой категории относят необычные по составу сорта пива, а также пиво с различными добавками или родственные пиву напитки на основе брожения, например, корневое пиво.

### По цвету
Цвет готового пива естественным образом зависит от состава сырья, а именно от наличия в исходном сусле тёмного солода, а при его присутствии — от количества и степени обжаренности последнего. Классификация пива по его цвету широко распространена в России, а также в некоторых других европейских странах, например, в Испании. Различают светлое, тёмное, красное, белое и смешанное пиво. В СССР некоторое время применялся термин полутёмное. Смешанное пиво — результат, прежде всего, чешской культуры потребления пива; получается путём смешивания тёмного и светлого пива.
Диапазон цветов различных видов пива огромен. Первая система для определения цвета пива была изобретена английским пивоваром Джозефом Уильямсом Ловибондом в 1883 г. Цвет пива определяли по сравнению с цветными стёклами и определяли т. н. цветовой градус Ловибонда. Со временем система Ловибонда была признана несовершенной, так как главную роль при определении цвета играло зрение конкретного человека. В середине XX века был изобретён спектрофотометр. В 1950 году Американское общество химиков от пивоваренной промышленности (ASBC) вводит эталонный табличный метод (SRM) для определения цвета пива. В то же время европейские пивовары разработали для той же цели т. н. Европейскую пивоварную конвенцию (EBC). Первоначально для определения цвета европейские пивовары использовали визуальное сравнение. 25 лет спустя они также начали использовать спектрофотометр, но отличный от американского.
| SRM/Ловибонд | Стиль пива (пример)                                           | Цвет | EBC |
| ------------ | ------------------------------------------------------------- | ---- | --- |
| 2            | Светлый лагер, Бельгийское белое, Пильзнер, Berliner Weisse   |      | 4   |
| 3            | Майбок, Блонд эль                                             |      | 6   |
| 4            | Вайсбир                                                       |      | 8   |
| 6            | Американский пейл-эль, Индийский пейл-эль                     |      | 12  |
| 8            | Вайсбир, Сезон                                                |      | 16  |
| 10           | Английский биттер, Extra Special биттер                       |      | 20  |
| 13           | Бьер-де-Гард, Двойной индийский пейл-эль                      |      | 26  |
| 17           | Тёмный лагер, Венский лагер, мерцен, Янтарный эль             |      | 33  |
| 20           | Коричневый эль, Бок-бир, Мюнхенский тёмный лагер, Дункельвайс |      | 39  |
| 24           | Сухой стаут, Доппельбок, Портер                               |      | 47  |
| 29           | Стаут                                                         |      | 57  |
| 35           | Foreign Extra стаут, Балтийский портер                        |      | 69  |
| 40+          | Имперский стаут                                               |      | 79  |

### По способу брожения
В США и большинстве стран Европы основной классификацией сортов пива является именно такая. Согласно ей, различают два основных типа: пиво верхового и низового брожения.
Пиво низового брожения сбраживают при относительно низких температурах (4—9 °C). Этот способ стал наиболее распространённым в современном пивоварении. Почти всё пиво, полученное этим способом с использованием культурных пивоваренных дрожжей, называют лагером, а способ — лагерным, однако бельгийское пиво самопроизвольного брожения Ламбик, хотя и сбраживается по лагерной технологии, но без использования культурных дрожжей при помощи микроорганизмов, присутствующих в самом сусле и попадающих в него из воздуха.
Верховое брожение происходит при относительно высокой температуре (15—25 °C). До внедрения низового брожения практически всё пиво производилось этим способом. Наиболее известные представители пива, произведённого этим способом, — эль, портер, стаут, пшеничное пиво.
Иногда применяют оба эти способа в различных комбинациях. Так, некоторые производители при изготовлении сорта Хефевайцен после основного верхового брожения добавляют в пиво дрожжи низового брожения для завершения брожения пива в бутылке.
Никакой зависимости между цветом пива и способом брожения нет: тёмным может быть как эль, так и лагер. Под белым обычно подразумевается пшеничное пиво.

### По крепости
Крепость (то есть объёмная доля этилового спирта) характеризуется процентным количеством спирта в готовом продукте. Для большинства видов пива содержание алкоголя находится в пределах 3—5,5 %. Есть и более крепкие сорта пива с содержанием 6—8 %. Существуют слабоалкогольные и безалкогольные варианты пивных напитков, содержащие типично менее 0,5 %.
Российский госстандарт, в отличие от других, регламентирует содержание спирта в пиве не ниже количества, указанного на этикетке.

#### Рекорды крепости пива
Большинство видов пивных дрожжей перестают развиваться при достижении концентрации этилового спирта 9 %. Для производства крепкого пива используют особо выносливые к алкоголю расы дрожжей и технологии, позволяющие повышать крепость пива после окончания брожения (заморозка в процессе изготовления).
В 1994 году самым крепким пивом был двойной бок «Феттер 33» из Германии крепостью 10,5 %. «Феттер 33» попал в книгу рекордов Гиннеса, но вскоре рекорд был побит австрийским «Самиклаусом» крепостью 11,8 %.
На 2010 год самыми крепкими видами пива в Европе являлись австрийский «Самиклаус» и чешский «X-BEER 33», использующие технологию вымораживания воды из пива либо дистилляции с содержанием алкоголя 14 %.
Есть и более крепкие виды пива, сваренные нетрадиционным способом — при помощи шампанских дрожжей. Это американские «Samuel Adams Utopias» (27 %) от «Boston Beer» и «Dave» (29 %), в прошлом изготавливавшиеся пивоваром «Hair of the Dog Brewing Company».
В конце ноября 2009 года шотландская пивоварня «BrewDog» выпустила пиво «Тактический ядерный пингвин» (Tactical Nuclear Penguin) крепостью в 32 %. Такая высокая концентрация достигнута за счёт того, что вода способом заморозки отделялась от алкоголя, после чего пиво полтора года доходило в бочках из-под виски.
Немецкая пивоварня «Schorschbräu» в декабре 2009 года сообщила на своём веб-сайте о производстве пива с содержанием алкоголя 40 %.
В феврале 2010 года работники шотландской пивоварни «BrewDog» побили рекорд своих немецких коллег, объявив о создании пива крепостью 41 градус. В июле 2010 г. эта компания сварила коллекционное пиво «The End of History» крепостью 55 %.
В 2011 году самым крепким было пиво от баварской компании «Schorschbräu» крепостью 57,5 %.
В 2012 году шотландская пивоварня Brewmeister сварила пиво «Armageddon» крепостью 65 %.
В 2013 году «Brewmeister» побили собственный рекорд, изготовив пиво «Snake Venom» («Змеиный яд») крепостью 67,5 %

#### По горечи
Международная шкала единиц горечи (англ. The International Bitterness Units, IBU), используется для приблизительной количественной оценки горечи пива. Существует несколько методов измерения IBU. Наиболее распространённым и широко используемым способом является спектрофотометрия. Эта шкала измеряется не по воспринимаемой горечи пива, а по количеству изо-альфа-кислот. 

#### Безалкогольное пиво
Несмотря на название, безалкогольное пиво содержит 0,2—1,0 % спирта, полностью от него избавиться не удаётся. Существует несколько технологий получения безалкогольного пива. Спирт, содержащийся в обычном пиве, убирают при помощи вакуум-дистилляции (используя низкую точку кипения спирта) и при помощи диализа (мембранный способ). Также избавляются от спирта путём подавления брожения с применением особых дрожжей, не превращающих мальтозу в алкоголь, либо останавливают процесс брожения, понижая температуру.
Мембранный способ считается лучшим, поскольку используется традиционная технология производства, и вкус пива менее всего отличается от обычного. Но из-за малого содержания спирта вкус безалкогольного пива при любой технологии получается другим, так как спирт оказывает существенное влияние на вкус пива.
В безалкогольном пиве присутствуют фитоэстрогены и сивушные масла.
Все положительные и отрицательные свойства пива остаются, просто не наступает алкогольное опьянение из-за малого содержания спирта.
Из-за более сложной технологии производства безалкогольного пива его стоимость выше, чем у обычного.

### Отдельные классы и виды
- Грюйт
- Пильзнер
- Лагер
- Сахти
- Экспорт
- Портер
  - Стаут
- Дункель
- Альтбир
- Кёльш
- Бок-бир
  - Мартовское пиво
- Ламбик
- Vores Øl
- Корневое пиво
- Живое пиво — нефильтрованное и непастеризованное пиво. Техническая регламентация данной категории отсутствует.
- Полпиво — название слабого пива[37].
- Брага — так называли обыкновенное пиво без применения хмеля[38].
- Канун — название напитка без хмеля (сусло, мёд, молодое пиво), а также пива, которое приготовляли для праздников (светских, церковных, семейных, братчины)[39].

## Качество пива
Традиция определять качество пива через пену появилась в средневековой Чехии, но исторически определялось не её количество, а её качество — стойкость, плотность, способность удерживать предметы на поверхности в течение определённого времени. Свежая качественная пена в течение минуты должна удержать монету или зубочистку и не дать ей соприкоснуться с жидкостью, при любом способе наливания плотность пены не меняется и не любая пена продержит спичку минуту. Физические свойства пены зависят от химического состава пива. Отрицательное или положительное влияние химических элементов изучают и пишут по ним рефераты в некоторых чешских университетах, например, в Высшей химико-технической школе Праги.
В Германии раньше определяли качество пива при помощи кожаных штанов. Только что сваренное пиво наливали на деревянную скамью. В пивную лужу сажали «инспектора» в кожаных штанах. Инспектор должен был просидеть в луже строго определённое время, а потом попробовать подняться. Если подняться не удавалось (хорошее пиво прочно приклеивало кожаные штаны к дереву), значит, пиво было качественным.

## Изготовление пива

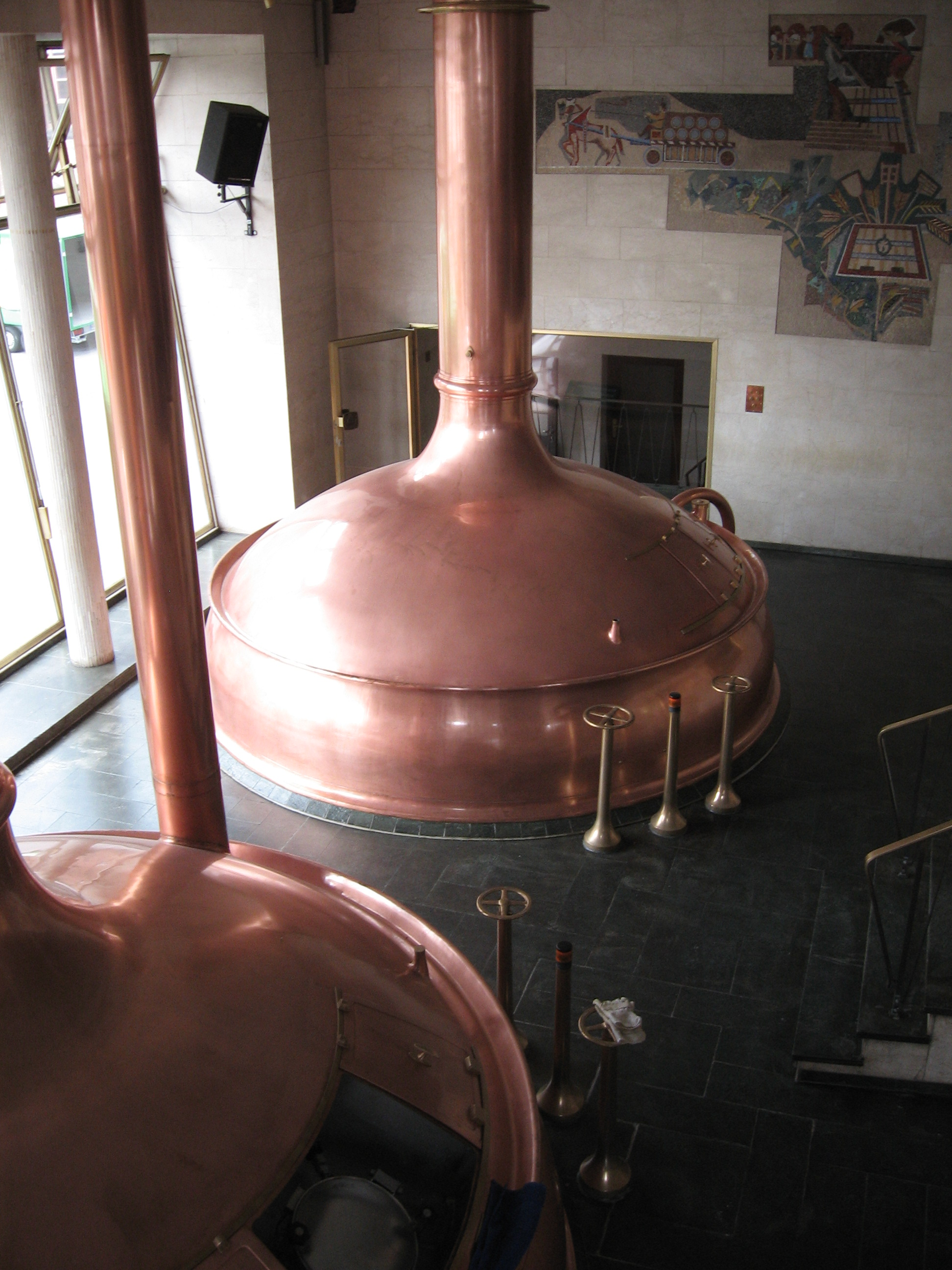
Пивоваренные котлы

### Технология
Технология производства пива включает в себя следующие основные этапы:
- Подготовка солода — проращивание зёрен злаков (чаще всего ячменя), сушка и очистка от ростков.
- Затирание — солод размельчается и смешивается с водой. Смесь при этом приобретает сладковатый вкус.
- Фильтрация затора — затор перекачивается в фильтр-чан, где происходит его разделение на неохмелённое сусло и дробину.
- Кипячение сусла — сусло с добавлением хмеля, а также других ингредиентов, варится 1—2 часа.
- Осветление сусла — сусло перекачивают в вихревую ванну (вирпул) для отделения нерастворимых остатков ячменя и хмеля.
- Охлаждение и аэрация сусла — сусло перекачивается в бродильный резервуар.
- Брожение — простейшие сахара, содержащиеся в сусле, при помощи дрожжей превращаются в спирт и углекислый газ.
- Фильтрация — пиво фильтруется от остатков дрожжей.
- Пастеризация — некоторые сорта пива подвергаются пастеризации — нагреванию до температуры порядка 68—72 °C для увеличения срока хранения.

### Состав пива
Вещества, содержащиеся в пиве:
| вещество          | тип                  | доля         | требуемая ежедневная доза |
| ----------------- | -------------------- | ------------ | ------------------------- |
| основные вещества | углеводы             | 30—40 г      |                           |
|                   | белки                | 3—5 г        |                           |
|                   | алкоголь             | 35—43 г      |                           |
|                   | углекислый газ       | 4—5 г        |                           |
|                   | вода                 | 840—900 г    |                           |
| витамины          | B1 (тиамин)          | 0,03—0,04 мг | 1,0—1,4 мг                |
|                   | B2 (рибофлавин)      | 0,3—0,4 мг   | 1,2—1,6 мг                |
|                   | B6 (пиридоксин)      | 0,4—0,9 мг   | 1,2—1,9 мг                |
|                   | H (биотин)           | 0,005 мг     | 0,0—0,06 мг или 0,15 мг   |
|                   | никотиновая кислота  | 6—9 мг       | 13—18 мг                  |
|                   | фолиевая кислота     | 0,04—0,8 мг  | 0,4—0,6 или 0,2 мг        |
|                   | пантотеновая кислота | 0,9—1,5 мг   | 6 мг                      |
| элементы          | калий                | 420—570 мг   | 2000 мг                   |
|                   | фосфор               | 0,12—0,32 г  |                           |
|                   | сера                 | 0,1—0,2 г    |                           |
|                   | магний               | 80—100 мг    | 300—400 мг                |
|                   | кальций              | 40—100 мг    | 1000—1200 мг или 800 мг   |
|                   | кремний              | 0,01—0,04 г  |                           |

В пиве содержится небольшое количество фитоэстрогенов. Также в пиве присутствуют сивушные масла (около 0,01—0,05 %).

### Тара и упаковка
Готовое пиво разливается в кеги, стеклянные (также алюминиевые) бутылки c одноразовой (кроненпробка) либо многоразовой, либо откручиваемой (twist-off) пробкой; пластиковые бутылки различных объёмов, алюминиевые либо жестяные пивные банки.
Бутылки обычно маркируются (и украшаются) этикетками. Помимо основной (корпусной) этикетки, могут применяться:
- Кольеретка — этикетка, украшающая верхнюю часть бутылки
- Контрэтикетка — этикетка на обратной стороне бутылки. Обычно там располагается штрих-код, информация о составе пива, производителе и т. п.

Пивные пробки и этикетки являются предметом коллекционирования (см. бирофилия).
Как бутылки, так и банки в некоторых случаях упаковываются в паки (pack) — комплект из 2, 4, 6, 8 штук в одной упаковке (бутылки — в картонных коробках, банки — затянутые в термоплёнку) для мелкооптовой продажи.
Существуют и подарочные наборы (в комплекте идёт фирменный стакан/бокал либо другая атрибутика).

### Транспортировка и хранение
При транспортировке и хранении могут происходить необратимые изменения в пиве (появление мути и осадка). В большинстве случаев причиной этому является образование белково-полифенольных комплексов (может быть множество других причин: микробиология, оксалаты и т. д.), которые образуются из-за окисления кислородом воздуха и под действием солнечных лучей. Длительная тряска во время транспортировки или частая смена температур хранения также способствуют выпадению осадка. Так как ПЭТ-тара пропускает и молекулы кислорода, и ультрафиолетовые лучи, то в такой таре наблюдается большинство случаев появления осадка.

### Производство по регионам
Крупнейшими производителями пива являются по порядку: Китай, США, Германия, Россия и Бразилия.
Особенно интенсивно растёт выпуск напитка в Китае и России. Так, в 2006 году Россия вышла на четвёртое место в мире по производству пива, увеличив его выпуск на 9,8 %. Она оттеснила на пятое место Бразилию, однако уступает Китаю, США и Германии. В 2006 году Китай также увеличил его выпуск на 14,7 %, доведя общий объём почти до 35,2 млрд литров.
В 2008 в России было произведено 11,4 млрд литров пива (на 0,6 % меньше, чем в 2007 году). Практически нулевая динамика производства была связана с сокращением выпуска в Москве и Санкт-Петербурге (крупнейших и насыщенных рынках пива). Но это снижение было адекватно компенсировано ростом производства в Сибири и Поволжье.
В 2011 году объём производства пива внутри России составил 9,9 млрд литров. За 2012 год в производстве пива наблюдалась отрицательная динамика (−3,5 %) и объём составил 9,6 млрд литров.
«The Brewers of Europe» оценивают объём производства 3733 европейских пивных заводов в 42,7 млрд литров, по итогам 2008 года. Таким образом, Европа — крупнейший производитель пива (Китай и США выпустили 39,3 и 23,4 млрд литров пива, соответственно). При этом объём потребления пива в Европе составляет примерно 39,4 млрд литров, а в денежном выражении равен 124 миллиардам евро.
Пиво разных стран:
- Австрийское пиво
- Английское пиво
- Бельгийское пиво
- Белорусское пиво
- Болгарское пиво
- Литовское пиво
- Немецкое пиво
- Новозеландское пиво
- Российское пиво
- Осетинское пиво
- Украинское пиво (см. Музей пива (Львов))
- Французское пиво
- Чешское пиво

### Крупнейшие пивоваренные компании
По состоянию на 2012 год крупнейшими пивоваренными компаниями мира по продажам были:
- Anheuser-Busch InBev (Бельгия) — 39 млрд долл.
- Kirin Holdings (Япония) — 22,7 млрд долл.
- Heineken (Нидерланды) — 22,2 млрд долл.
- SABMiller (Великобритания) — 15,1 млрд долл.
- FEMSA (Мексика) — 14,6 млрд долл.
- Asahi Group (Япония) — 13,2 млрд долл.
- Carlsberg (Дания) — 11,1 млрд долл.
- Grupo Modelo (Мексика) — 6,5 млрд долл.
- San Miguel (Филиппины) — 5,6 млрд долл.
- Thai Beverage (Таиланд) — 4,2 млрд долл.
- Molson Coors (США) — 3,5 млрд долл.
- Jiangsu Yanghe Brewery (Китай) — 1,2 млрд долл.

Примечание: в продажах некоторых компаний учитываются и другие продукты, кроме пива (прохладительные, алкогольные и слабоалкогольные напитки).

## Потребление пива

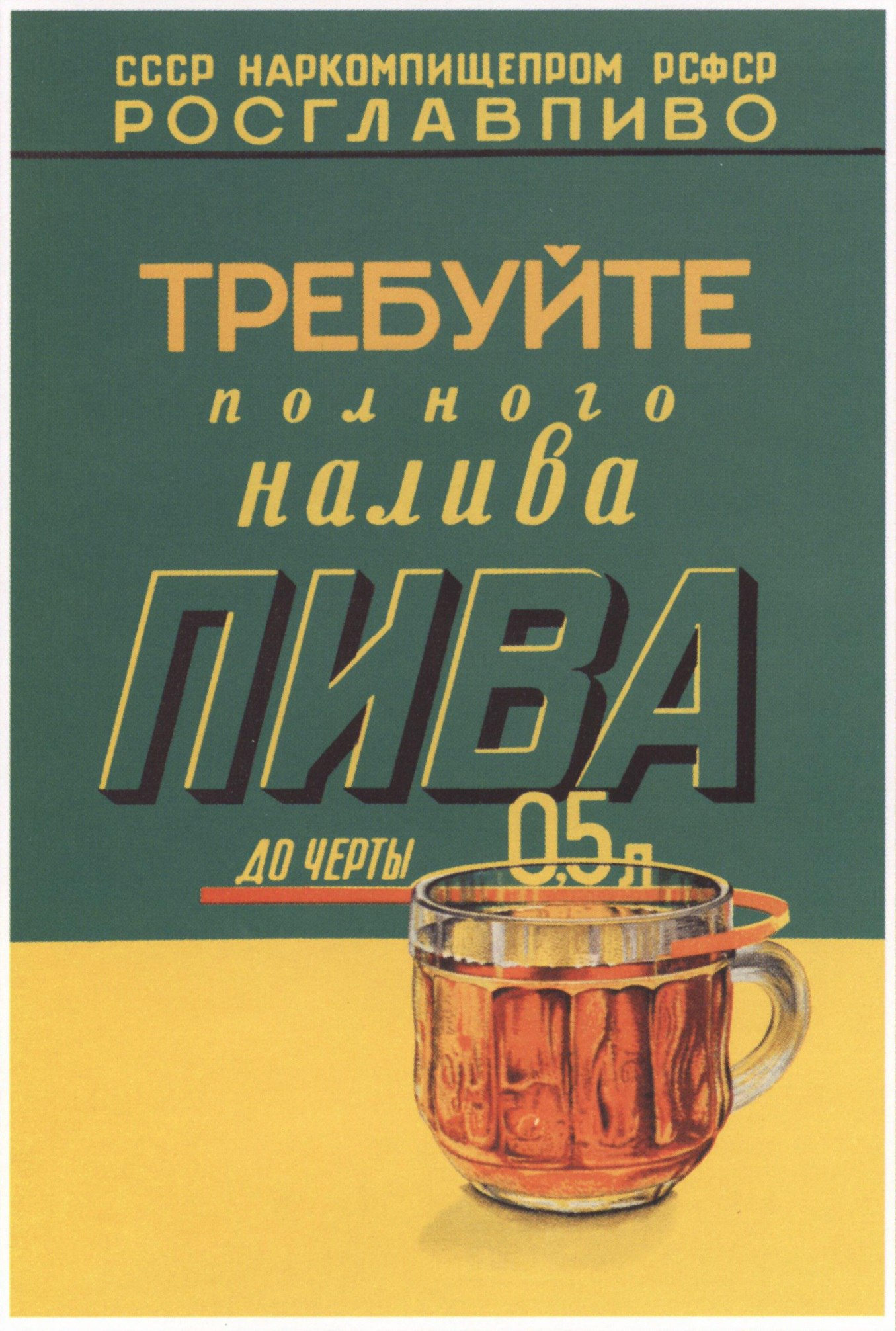
Советский плакат. Неизвестный художник, 1940

### Потребление по регионам
Крупнейшими рынками пива являются Китай, США, Германия, Россия и Бразилия. Страной с наибольшим потреблением пива на душу населения является Чехия (159,3 л на душу населения в 2009 г.)
Союз европейских пивных производителей «The Brewers of Europe» 16 ноября 2010 года опубликовал следующую статистику о потреблении пива в странах Европы на душу населения (в литрах) за 2009 год:
| 1.  | Чехия          | 159,3 |
| 2.  | Германия       | 109,6 |
| 3.  | Австрия        | 106,2 |
| 4.  | Ирландия       | 091,0 |
| 5.  | Финляндия      | 087,7 |
| 6.  | Польша         | 085,0 |
| 7.  | Бельгия        | 081,0 |
| 8.  | Великобритания | 075,8 |
| 9.  | Нидерланды     | 072,8 |
| 10. | Дания          | 071,5 |
| 11. | Португалия     | 059,0 |
| 12. | Швейцария      | 057,2 |
| 13. | Норвегия       | 055,0 |
| 14. | Швеция         | 052,3 |
| 15. | Франция        | 030,7 |

## Пиво и здоровье

### Польза пива
- Умеренное употребление пива, возможно, уменьшает токсический эффект алюминия, являющегося одной из предположительных причин развития болезни Альцгеймера[54].
- У пива более низкая калорийность (42 ккал/100г), чем у яблочного сока, фруктовых напитков, в которые добавляется сахар, не говоря о молоке[55].
- Эффект предупреждения ишемической болезни сердца у ответственных потребителей пива выше, чем в случае с другими типами алкоголя[56]. Это можно объяснить высоким содержанием антиоксидантов (вдвое больше, чем в белом вине), витаминов и микроэлементов[57].
- Исследования подтверждают способность эстрогеноподобных соединений хмеля предупреждать появление некоторых видов рака[57][58] и уменьшать вероятность заболевания сахарным диабетом[59].
- Пиво богато витаминами B2, B6 и B12. Высокое содержание кремния в пиве положительно влияет на сохранность костей[60][61].
- Пиво является ценным источником растворимой клетчатки, рекомендуемые дозы потребления могут обеспечить до 30 % потребностей организма в ней[62].
- Некоторые данные свидетельствуют о негативном влиянии пива на бактерию Helicobacter pylori, вызывающую основную массу случаев язвы желудка и рака желудка[63].

### Вред пива
- Пиву присущи те же вредоносные качества, что и всем остальным алкогольным напиткам. Частое и длительное питьё пива может привести к алкоголизму (см. также пивной алкоголизм), а чрезмерное его употребление в сочетании с крепкими напитками может вызвать сильное алкогольное отравление.
- Ранее (в 60-е годы XX века) в Европе, США и Канаде в качестве стабилизатора пивной пены использовались сульфат и хлорид кобальта. Были зарегистрированы десятки случаев отравления, в том числе со смертельным исходом[64][65]. С тех пор использование солей кобальта в пивоварении прекращено и в настоящее время является незаконным[66].
- Диуретическое действие пива может иметь и обратную сторону: чрезмерное обезвоживание организма.

## Законодательство
Наиболее известен баварский «Указ о чистоте (пива)» («Райнхайтсгебот»), подписанный 23 апреля 1516 года герцогом Баварии Вильгельмом IV, когда в стране царил голод и было необходимо запретить варить пиво из пшеницы.
Мы правим, заявляем и хотим вместе с советом нашей земли, чтобы с этих пор и по всей земле герцогства Бавария, а также по все городах и на торговых площадях, не имеющих специальных правил, от Михаэли до Георги кварта или копф пива не продавалась бы более, чем за один пфенниг мюнхенской валюты, и от Георги до Михаэли кварта пива не более чем за два пфеннига той же валюты, а копф — не более, чем за три геллера под страхом наказаний, перечисленных ниже. Если кто-то не варит мартовское пиво, а варит другое, или делает это как-то иначе, то он не должен продавать его более, чем за один пфенниг за кварту. Но, прежде всего, мы настаиваем, чтобы отныне и впредь ничего более не использовалось для любого пива кроме солода, хмеля и воды во всех наших городах, на рыночных площадях и по всей земле. Тот, кто умышленно нарушит Указ и не останется ему верным, должен быть лишён своего бочонка пива магистратом в качестве наказания. Но если владелец постоялого двора покупает один, два или три бочонка пива на какой-либо пивоварне в наших городах, на рыночных площадях и по стране, а затем продаёт его простому крестьянину, то ему (этому владельцу) и только ему позволяется и не запрещено продавать кварту или копф пива на один геллер больше того, что было указано выше.
Действующее российское законодательство определяет понятие «пиво» так: 
- «Алкогольная продукция с содержанием этилового спирта, образовавшегося в процессе брожения пивного сусла, которая произведена из пивоваренного солода, хмеля и (или) полученных в результате переработки хмеля продуктов (хмелепродуктов), воды с использованием пивных дрожжей, без добавления этилового спирта, ароматических и вкусовых добавок. Допускается частичная замена пивоваренного солода зерном, и (или) продуктами его переработки (зернопродуктами), и (или) сахаросодержащими продуктами при условии, что их совокупная масса не превышает 20 процентов массы заменяемого пивоваренного солода, а масса сахаросодержащих продуктов не превышает 2 процентов массы заменяемого пивоваренного солода»[68].

### Реклама пива
В России реклама пива по радио, телевидению и в интернете запрещена. 

## Праздники пива
- Райнхайтсгебот
- Октоберфест
- Международный день пива (первая пятница августа)